# Pseudochelidon sirintarae
Pseudochelidon sirintarae hay Én sông mắt trắng là một loài chim trong họ Hirundinidae.